# Carlos Bassas
Carlos Bassas del Rey (Barcelona, 7 de mayo de 1974) es un periodista y escritor español de novela, relatos cortos y poesía, así como guionista y profesor de guion y realización audiovisual.

## Trayectoria
Es Licenciado en Periodismo y Doctor en Comunicación Pública por la Universidad de Navarra con una tesis doctoral sobre los orígenes de la crítica cinematográfica en España (Noción y orígenes de la crítica de cine en la prensa española. 1895-1930). Es profesor de Guion Audiovisual y Dirección-Realización en la Escuela de Imagen y Sonido CTL de Pamplona y también ha impartido talleres de creación audiovisual en la Universidad Pública de Navarra, así como clases de montaje y edición digital y de postproducción de sonido dentro de los cursos del Plan FIP (INEM) para licenciados en comunicación en Navarra.
A lo largo de los años ha compatibilizado su labor docente con la crítica cinematográfica en prensa, radio y televisión, así como con el diseño y dirección de diversos cursos especializados en distintos aspectos relacionados con el mundo audiovisual (historia, guion, dirección, montaje, documental), ciclos de cine, conferencias y exposiciones. Ha participado en el rodaje de varios cortometrajes (uno de ellos premiado en el Festival de Cortometrajes de Antequera), y como montador y asesor de guion en varios trabajos. También es autor de los guiones de varios cortometrajes (El ojo de cristal, Sopa de pollo y Basajaun) y de los largometrajes Manual de relojería, Giri –premio al Mejor Guion de largometraje del Festival Internacional de Cine Negro de Manresa, otorgado por la productora Fílmax-, Ética a N y Caminos en el cielo, así como de spots publicitarios.
En 2009 fue coordinador editorial del libro Tasio 25 con motivo del 25 aniversario del estreno de la película Tasio, dirigida por Montxo Armendáriz. Ha sido el promotor de Pamplona Negra y su director artístico entre 2015 y 2018.
Desde hace años compagina su labor profesional con el mundo de las artes marciales japonesas como maestro de bujtusu (kenjutsu, jojutsu, tambojutsu, nittojutsu) de la Asociación Gendai Bujutsu. Es, además, 3.er Kiu de jiujitsu.
En 2019 recibió el Premio Hammett por su novela “Justo”.
En 2025 publica Invencible, novela que trata sobre Sun Tzu, autor de El arte de la guerra.

## Obras

### Novelas
- Aki y el misterio de los cerezos. Editorial Toro Mítico, 2012.
- El honor es una mortaja. Editorial Almuzara, 2013.
- Siempre pagan los mismos, Editorial Alrevés, 2015. Premio Tormo Negro 2016.
- Aki Monogatari. El misterio de la Gruta Amarilla. Editorial Quaterni, 2015.
- Mujyokan. 72 haikus y un jisei. Editorial Quaterni, 2016.
- El hombre sin nombre, Editorial Ronin Literario, 2016.
- Mal Trago, Editorial Alrevés, 2016.
- Justo, Editorial Alrevés, 2018.
- Soledad, Editorial Alrevés, 2019.
- Cielos de plomo, HarperCollins, 2021.
- Luna, Alrevés, 2024.
- Invencible, Grijalbo, 2025.

### Relatos
- ”El último farero de Tremolino”. Relato incluido en el libro 24 relatos navarros. Editorial Pamiela, 2016.
- ”Puentes”. Relato incluido en el libro El alma del vino. Ediciones Eunate, 2017.